# بيبي تيت
بيبي تيت (بالإنجليزية: Baby Tate)‏ هو مغني أمريكي، ولد في 28 يناير 1916 في إلبيرتون في الولايات المتحدة، وتوفي في 17 أغسطس 1972 في كولومبيا في الولايات المتحدة بسبب نوبة قلبية.

## وصلات خارجية
- بيبي تيت على موقع ميوزك برينز (الإنجليزية)
- بيبي تيت على موقع أول ميوزيك (الإنجليزية)
- بيبي تيت على موقع ديسكوغز (الإنجليزية)